# Novoukraiinka, Voznesensk
Novoukraiinka (în ucraineană Новоукраїнка) este un sat în comuna Șcerbani din raionul Voznesensk, regiunea Mîkolaiiv, Ucraina.

## Demografie
Componența lingvistică a localității Novoukraiinka
     Ucraineană (88,95%)
     Rusă (5,52%)
     Română (4,42%)
Conform recensământului din 2001, majoritatea populației localității Novoukraiinka era vorbitoare de ucraineană (88,95%), existând în minoritate și vorbitori de rusă (5,52%) și română (4,42%).